# Leitmotif
Leitmotif ist ein  Musikalbum der Rockband dredg.
Das Album wurde in zehn Tagen aufgenommen und erschien zuerst am 30. Mai 1999. Die Veröffentlichung wurde vollständig von dredg bezahlt. Am 11. September 2001 veröffentlichte Universal das Album in der exakt gleichen Version, mit Ausnahme des Covers, erneut. Am 27. Mai 2010 verkündete die Band die Veröffentlichung einer Vinylversion in einer auf 500 Stück limitierten Auflage. Diese kann über die Website der Band bestellt werden.

## Inhalt

Das im Booklet abgedruckte Symbol, abgeleitet vom chinesischen „易“ („yi“) für Wechsel

Leitmotif ist ein Konzeptalbum über einen Mann, dem ein Geist erscheint, welcher ihm offenbart, dass er an einer geistigen Erkrankung leidet. Der Protagonist muss weltweit verschiedene Kulturen besuchen, um damit eine höhere geistige Ebene zu erreichen und so seine Krankheit zu heilen. Schafft er dies, so wird er sich weiterentwickeln, falls nicht, wird er sterben. Die vom Bassisten Drew Roulette geschriebene Geschichte ist, im Gegensatz zu den Songtexten, im Booklet abgedruckt. Die Texte der Songs zitieren gelegentlich aus der Geschichte, folgen ihr aber nicht Wort für Wort.
Das Album hat als Grundthema den Wechsel. Es geht um den persönlichen Wechsel der Hauptperson in religiöser Sicht und den ständigen Wechsel seines Aufenthaltsortes. Im Booklet ist ein Symbol abgebildet, welches vom chinesischen Schriftzeichen für Wechsel abgeleitet ist, das auch als „Titel“ für den ersten Song des Albums dient.
Auf dem Album befinden sich, immer abwechselnd, 5 normale Lieder und 5 sogenannte Movements, die jeweils einen Ortswechsel in der erzählten Geschichte beschreiben.
Die einzelnen Songs greifen ineinander über und teilen sich Melodien, die in verschiedenen Musikstilen gespielt werden. So beinhalten die Lieder – je nach Aufenthaltsort des Protagonisten – asiatisch angehauchte Melodien genauso wie Jazzeinflüsse und drückende Jams.
Der Titel Lechium sollte eigentlich Le’chium oder Le’chiem heißen, wurde aber aufgrund eines Missverständnisses ohne den Apostroph geschrieben.

## Titelliste
1. (Symbol Song) – 4:15
2. Movement I: @45°N, 180°W – 1:02
3. Lechium – 6:24
4. Movement II: Crosswind Minuet – 1:32
5. Traversing Through the Arctic Cold We Search for the Spirit of Yuta/Intermission – 6:30
6. Movement III: Lyndon – 3:08
7. Penguins In The Desert – 4:13
8. Movement IV: RR – 2:59
9. Yatahaze – 3:44
10. Movement V: 90 Hour Sleep/Untitled (Hidden-Track) – 2:11+

## Rezensionen
- Eine ehrgeizige Vision treibt Leitmotif an; eine Vision die besser in ihrer Gesamtheit gewürdigt werden kann als in ihren teilweise zerfransten Details.

3 von 5 Punkten, Review bei All Music Guide
- Wenn man Neuem gegenüber aufgeschlossen ist, wird man den rauen Sound dieses frühen Albums genießen[…].

4,5 von 5 Punkten, Review bei sputnikmusic

## Andere Wortbedeutung
Siehe Leitmotiv.